# العلاقات السودانية النمساوية
العلاقات السودانية النمساوية هي العلاقات الثنائية التي تجمع بين السودان والنمسا.

## مقارنة بين البلدين
هذه مقارنة عامة ومرجعية للدولتين:
| وجه المقارنة                                              | السودان                     | النمسا                                                    |
| --------------------------------------------------------- | --------------------------- | --------------------------------------------------------- |
| المساحة (كم2)                                             | 1.89 مليون                  | 83.86 ألف                                                 |
| عدد السكان (نسمة)                                         | 40.53 مليون                 | 8.81 مليون                                                |
| الكثافة السكانية (ن./كم²)                                 | 21.44                       | 105.06                                                    |
| العاصمة                                                   | الخرطوم                     | فيينا                                                     |
| اللغة الرسمية                                             | اللغة العربية، لغة إنجليزية | اللغة الألمانية، لغة الإشارة النمساوية ‏                   |
| العملة                                                    | جنيه سوداني                 | يورو، شلن نمساوي، رايخ مارك، شلن نمساوي                   |
| الناتج المحلي الإجمالي (بليون دولار)                      | 117.49 مليار                | 416.60 مليار                                              |
| الناتج المحلي الإجمالي (تعادل القوة الشرائية) بليون دولار | 176.55 مليار                | 426.99 مليار                                              |
| الناتج المحلي الإجمالي الاسمي للفرد دولار أمريكي          | 2.41 ألف                    | 43.77 ألف                                                 |
| الناتج المحلي الإجمالي للفرد دولار أمريكي                 | 4.07 ألف                    | 47.68 ألف                                                 |
| مؤشر التنمية البشرية                                      | 0.479                       | 0.885                                                     |
| رمز المكالمات الدولي                                      | +249                        | +43                                                       |
| رمز الإنترنت                                              | سودان                       | .at                                                       |
| المنطقة الزمنية                                           | ت ع م+03:00، ت ع م+02:00    | توقيت وسط أوروبا، ت ع م+01:00، ت ع م+02:00، أوروبا/فيينا ‏ |

## منظمات دولية مشتركة
يشترك البلدان في عضوية مجموعة من المنظمات الدولية، منها:
| علم المنظمة | اسم المنظمة                               | تاريخ انضمام السودان | تاريخ انضمام النمسا |
| ----------- | ----------------------------------------- | -------------------- | ------------------- |
|             | الاتحاد البريدي العالمي                   | ?                    | ?                   |
|             | يونسكو                                    | 26 نوفمبر 1956       | 13 أغسطس 1948       |
|             | البنك الدولي للإنشاء والتعمير             | 5 سبتمبر 1957        | 27 أغسطس 1948       |
|             | وكالة ضمان الاستثمار متعدد الأطراف        | 7 نوفمبر 1991        | 16 ديسمبر 1997      |
|             | البنك الإفريقي للتنمية                    | ?                    | ?                   |
|             | الاتحاد الدولي للاتصالات                  | 23 أكتوبر 1957       | 1866                |
|             | منظمة الشرطة الجنائية الدولية             | ?                    | ?                   |
|             | مؤسسة التمويل الدولية                     | 21 أكتوبر 1960       | 28 سبتمبر 1956      |
|             | الأمم المتحدة                             | 12 نوفمبر 1956       | 14 ديسمبر 1955      |
|             | مؤسسة التنمية الدولية                     | 24 سبتمبر 1960       | 28 يونيو 1961       |
|             | الفريق المعني برصد الأرض                  | ?                    | ?                   |
|             | منظمة حظر الأسلحة الكيميائية              | ?                    | ?                   |
|             | المركز الدولي لتسوية المنازعات الاستشارية | 9 مايو 1973          | 24 يونيو 1971       |

## وصلات خارجية
- موقع وزارة الخارجية السودانية
- موقع وزارة الخارجية النمساوية